# Provincia de Bitchū
La provincia de Bitchū (備中国 Bitchū no kuni?) fue una provincia japonesa que en la actualidad correspondería a la parte occidental de la prefectura de Okayama. Bitchū limitaba con las provincias de Hōki, Mimasaka, Bizen y Bingo. Formaba parte del circuito del San'yōdō. Su nombre abreviado era Bishū (備州?).
La capital provincial (kokufu) estaba en la ciudad de Sōja y el Kibitsu jinja fue designado como el principal santuario sintoísta (ichinomiya) para la provincia.